# Сін кокін вака-сю
Сін кокін вака-сю (яп. 新古今和歌集, しんこきんわかしゅう, «Нова збірка старих і нових японських пісень») — антологія японської поезії вака 13 століття періоду Камакура, восьма збірка віршів, упорядкована за наказом Імператорського дому. 

## Короткі відомості
Одна з «Восьми Імператорських збірок». Складається з 20 сувоїв. 
Збірка побачила світ у 1205 році за наказом екс-Імператора Ґо-Тоби. Вона містила 1980 віршів вака  і мала два вступи написані японською абеткою каною та китайськими ієрогліфами. Стиль збірки нагадував стиль «Кокін вака-сю». Більшість творів були проникнуті естетичною ідеєю інтелкуталізмом та майстерністю складу. Упорядникамим збірки були Мінамото но Мітітомо, Мінамото но Ієнаґа, Фудзівара но Аріїе, Фудзівара но Садаїе, Фудзівара но Ієтака та Фудзівара но Масацуне. До неї увійшли вірші Сейко, Дзієна, Фудзівари но Йосіцуне, Фудзівари но Тосінарі, Фудзівари но Садаїе та інших. 
Збірка справила вплив на формування літературно-естетичних смаків аристократів середньовіччя. Її текст використовувалися як хрестоматія і підручник японської поезії у 15 — 19 століттях.